# Marwa Mizjan
Marwa Mizjan, Maroi Mezien (ar. مروى مزياني.; ur. 28 października 1988) – tunezyjska zapaśniczka walcząca w stylu wolnym. Olimpijka z Londynu 2012, gdzie zajęła czternaste miejsce w kategorii 48 kg.
Dwunasta na mistrzostwach świata w 2010. Zdobyła brązowy medal na igrzyskach śródziemnomorskich w 2013, a także na igrzyskach afrykańskich w 2015. Dziesięciokrotnie stawała na podium mistrzostw Afryki, w tym cztery razy na najwyższym stopniu: w 2010, 2013, 2014 i 2017. Triumfatorka mistrzostw śródziemnomorskich w 2012, 2018 i mistrzostw arabskich w 2010 roku.
- Turniej w Londynie 2012

Przegrała z reprezentantką Senegalu Isabelle Sambou i Japonką Hitomi Obarą